# Henric de Franconia
Henric (n.c. 830 – d. 28 august 886, lângă Paris) a aparținut familiei franconiene Babenberg, al cărei nume provine de la cetatea Babenburg din Domberg (ulterior Bamberg) și ai cărei membri sunt numiți, de asemenea, Popponi (nu trebuie confundată cu Casa de Babenberg). Henric a fost margraf de Friesland.

## Biografie
Henric a fost fiul cel mare al lui Poppo de Grapfeld, conte de Saalgau.
Asemenea tatălui său, Henric a fost un oponent declarat al regelui Ludovic Germanul (840–876) și a fost implicat în conspirația îndreptată împotriva acestuia. Începând din anul 861 conspiratorii au provocat tulburări necoordonate și haotice în estul Franconiei și în Bavaria, astfel încât regele a reușit să-i supună pe oponenții săi unul după celălalt.
În anul 866 Henric a fost conducătorul armatei (princeps militiae) regelui Ludovic al III-lea cel Tânăr, iar sub Carol al III-lea cel Gras a fost temporar comandant suprem al armatei acestuia (marchio francorum si dux austrasiorum). În anul 880 Henric a condus armata pornită împotriva ducelui Alsaciei, Hugo, fiul lui Lothar al II-lea. Însă cea mai importantă sarcină a sa a fost lupta împotriva normanzilor care invadau regiunea Renaniei. În 884 s-a aflat în fruntea armatei care apăra Saxonia împotriva normanzilor (episcopul Arn de Würzburg fiind alături de el) și în același an a eliberat orașul Duisburg și regiunea de pe cursul inferior al Rinului de sub dominația vikingilor. Anul următor a reușit să pună capăt și dominației normanzilor în provincia Frizia (Friesland) prin uciderea conducătorilor normanzi Gottfried și Sigfrid. În același an Henric l-a sprijinit pe fratele său, Poppo (al II-lea) în disputa pentru funcția de duce al Turingiei.
Un an mai târziu, în 886, din nou în acțiune împotriva normanzilor, de data aceasta în Neustria în calitate de conducător al armatei lui Carol al III-lea, Henric a fost prins în ambuscadă de normanzi în lupta împotriva asediatorilor Parisului: calul său a căzut în timpul unei incursiuni de recunoaștere, într-o groapă-capcană săpată de normanzi, iar Henric a fost ucis. A fost înmormântat în Mănăstirea Sf.Médard din Soissons.

## Căsătorie și descendenți
Henric a fost tatăl a trei fii care au murit în conflictul Babenbergilor franconieni cu familia Conradinilor pentru deținerea puterii în teritoriile de pe cursul mijlociu al râului Main și anume:
- Adalbert, executat pe 9 iunie 906, conte din 888;
- Adalhard, executat în 902,conte din 888;
- Henric d. 902/903, conte din 888.

Henric a avut, de asemenea, a avut o fiică, Haduich (Hathui sau Hedviga; d. 24 decembrie 903) care s-a căsătorit în 869 sau 870 cu ducele Otto I al Saxoniei (d. 30 noiembrie 912) din dinastia Ottoniană. Astfel Henric a fost bunicul regelui romano-german Henric I, primul cu acest nume în familiile nobiliare est- franconiene. Cercetătorii iau în considerare posibilitatea ca soția lui Henric să fi fost Ingeltruda, fiica ducelui Eberhard de Friuli și a soției sale Gisela, fiica împăratului Ludovic cel Pios.
O fiică a nobilului Berengar I de Neustria, el însuși un posibil Conradin, ar fi fost o altă posibilă soție a lui Henric. Această căsătorie ar fi fost posibilă din perspectiva noii poziții a lui Henric în Neustria și a relațiilor sale cu vikingii. 